# Rhytidoponera levior
Rhytidoponera levior är en myrart som beskrevs av W. C. Crawley 1925. Rhytidoponera levior ingår i släktet Rhytidoponera och familjen myror. Inga underarter finns listade i Catalogue of Life.